# Peter Bondra
Peter Bondra (7 de fevereiro de 1968) é um ex-jogador profissional eslovaco de hóquei no gelo. Foi o gerente geral da Seleção da Eslováquia de Hóquei no Gelo entre 2007-2011. Duas vezes marcador de 50 gols numa temporada, foi o 37º jogador na história da National Hockey League (NHL) a marcar 500 gols.

## Vida e família
Bondra nasceu em 1968, em Bakovtsi, Volínia, Ucrânia, na então União Soviética. O pai de Bondra (um ruteno) havia se mudado para Lutsk de Jakuvany, Tchecoslováquia, quando tinha 16 anos, e onde conheceu sua esposa (uma polonesa). Os pais se mudaram com Peter e seus dois irmãos mais velhos, Juraj e Vladimír, para Poprad quando Peter tinha três anos. Seu pai faleceu em 1982.

Depois que o pai de Bondra morreu em 1982, sua mãe se mudou com Peter e seus dois irmãos mais velhos, Juraj e Vladimír, de volta para Poprad.
Bondra era um cidadão soviético quando chegou aos Estados Unidos, mais tarde obtendo passaporte e cidadania eslovacos em 1994. Atualmente, Bondra e sua esposa Luba, bem como a sua filha Petra e dois filhos, David e Nick, residem em Riva, Maryland, e tem participado de vários jogos de ex-jogadores e aparições com a atual organização dos Capitals. Seu filho David é um centroavante na Michigan State University da equipe masculina de hóquei no gelo dos Spartans. Seu outro filho, Nick, está começando sua carreira colegial no Amherst College.

## Carreira como jogador

### Início de carreira
Bondra jogou uma temporada pelo HK Poprad nas categorias menores na competição da liga da Tchecoslováquia, e transferido para o VSZ Košice na Primeira Divisão aos 18 anos. Seu irmão mais velho Juraj também jogou lá na defesa. Já em sua segunda temporada com o Košice, já tendo vencido o título do campeonato com o time no ano anterior. ele foi considerado um dos melhores shooters na Tchecoslováquia liga, e ganhou o campeonato da liga junton com seu irmão em 1988.

#### National Hockey League
Bondra foi draftado pelo Washington Capitals no 1990 NHL Entry Draft, 156ª escolha geral. Antes de entrar para os Capitals, jogou para TJ VSZ Košice (agora chamado de HC Košice) por quatro temporadas de 1986 a 1990 na Tchecoslováquia. Em Washington, Bondra se tornou um dos mais prolíficos artilheiros da década de 1990. Devido à barreira da língua, ele e o jogador ucraniano dos Capitals Dmitri Khristich se tornaram bons amigos, com quem ele falou em russo e ucraniano. Seu mais intenso playoff veio em 1997-98, quando os Capitals avançaram para as Finais da Stanley Cup, perdendo para o Detroit Red Wings. Na temporada 2003-04, 14ª de Bondra com Washington, os Capitals aturaram um ano decepcionante e em uma jogada de diminuição de salários negociou membros veteranos da equipe para os contenders. Como resultado, Bondra foi negociado para o Ottawa Senators por Brooks Laich e uma segunda rodada draft. Na conferência de imprensa anunciando esta troca, Bondra notavelmente rompeu em lágrimas.
Em 14 anos com os Capitals, Bondra marcou 472 gols e acumulou 353 assisências em 961 jogos. Ele detém os recordes dos Capitals em gols (472), game-winning goals (73), short-handed goals (32) e hatticks (19). Com Washington, ele apareceu em cinco All-Star Games (1993, 1996, 1997, 1998 e 1999). Em 1997 e 1999, Bondra ganhou a competição Fastest Skater no All-Star Weekend. Em 2004, os Capitals realizaram uma votação para os fãs, para determinar os 30 melhores jogadores da história da franquia para celebrar o seu 30ª temporada na liga. Bondra terminou em segundo lugar com 2.018 votos. O vencedor, Olaf Kölzig, venceu Bondra por apenas 20 votos.
Durante a temporada 1994-95 (com 34 gols em uma temporada mais curta devido ao locaute) e 1997-98 (com 52), Bondra liderou a liga em gols, embora o Maurice "Rocket" Richard Trophy  para o jogador com maior número de gols marcados em uma temporada não existia até a temporada 1998-99.
Após a temporada 2004-05 da NHL ser cancelada devido à disputa trabalhista da NHL, Bondra jogou alguns jogos com HK Tatravagónka SKP Poprad da Slovak Extraliga. Antes da temporada 2005-06, Bondra estava em negociações para voltar para os Capitals, mas ele acabou assinando com o Atlanta Thrashers por uma temporada.
Em 10 de dezembro, Bondra assinou um contrato de um ano com o Chicago Blackhawks. Em 22 de dezembro de 2006, ele marcou seu 500º gol da carreira na NHL no United Center, na vitória por 3-1 do Chicago contra o Toronto Maple Leafs. Bondra levou para a rede e marcou no rebote do tiro de Jassen Cullimore da ponta esquerda ao goleiro do Toronto Jean-Sébastien Aubin, aos 6:37 do terceiro período no power-play. Bondra foi o 37º jogador na história da liga a atingir a marca de 500 gols e o quarto jogador a marcar seu gol 500 em uma camisa Blackhawks, juntando-se à Bobby Casco, Stan Mikita e Michel Goulet .
Em 29 de outubro de 2007, Bondra anunciou sua aposentadoria do hóquei profissional com 39 anos Desde a aposentadoria, Bondra tem representado a Colosseo EUA, uma empresa eslovaca que faz placares de vídeo personalizado.

#### Vida pessoal
Peter Bondra e sua esposa Luba têm uma filha chamada Petra e dois filhos, David e Nick. A família reside em Riva, Maryland. Bondra é o padrinho de Juraj Gupko, um jogador no programa de Desenvolvimento do United States Hockey League (USHL).

## Prêmios
- Selecionado para cinco NHL All-Star Games: 1993, 1996, 1997, 1998 e 1999

## Jogos internacionais
Bondra representou Eslováquia em sete ocasiões nas competições internacionais, incluindo o torneio de qualificação dos Jogos Olímpicos de Inverno de 1994, os Jogos Olímpicos de Inverno de 1998, os Jogos Olímpicos de Inverno de 2006, a Copa Mundial de Hóquei de 1996 e Campeonato Mundial de Hóquei no Gelo em 2002 e 2003. Ele foi o líder do torneio com sete gols (incluindo o winning-goal do torneio) e ficou em terceiro lugar entre todos os jogadores, com nove pontos para liderar Eslováquia em 4-3 sobre a Rússia para a medalha de ouro no Campeonato Mundial de 2002. Ele fez cinco pontos (três gols, duas assistências) em oito jogos para ajudar a Eslováquia ganhar a medalha de bronze no Campeonato Mundial de 2003. No geral, ele jogou 47 jogos e marcou 35 gols para a Eslováquia.

## Estatísticas da carreira
Legenda: PP = Power Play goals; SH = Short-handed goals; GW = Game-winning goals
| 1986–87 | TJ VSŽ Košice       | CSSR | 32   | 4   | 5   | 9   | 24  | —   | —   | —  | —  | —  | —  | —  | —  | —  |
| 1987–88 | TJ VSŽ Košice       | CSSR | 45   | 27  | 11  | 38  | 20  | —   | —   | —  | —  | —  | —  | —  | —  | —  |
| 1988–89 | TJ VSŽ Košice       | CSSR | 40   | 30  | 10  | 40  | 20  | —   | —   | —  | —  | —  | —  | —  | —  | —  |
| 1989–90 | TJ VSŽ Košice       | CSSR | 49   | 36  | 19  | 55  | —   | —   | —   | —  | —  | —  | —  | —  | —  | —  |
| 1990–91 | Washington Capitals | NHL  | 54   | 12  | 16  | 28  | 47  | −10 | 4   | 0  | 1  | 4  | 0  | 1  | 1  | 2  |
| 1991–92 | Washington Capitals | NHL  | 71   | 28  | 28  | 56  | 42  | +16 | 4   | 0  | 3  | 7  | 6  | 2  | 8  | 4  |
| 1992–93 | Washington Capitals | NHL  | 83   | 37  | 48  | 85  | 70  | +8  | 10  | 0  | 7  | 6  | 0  | 6  | 6  | 0  |
| 1993–94 | Washington Capitals | NHL  | 69   | 24  | 19  | 43  | 40  | +22 | 4   | 0  | 2  | 9  | 2  | 4  | 6  | 4  |
| 1994–95 | Washington Capitals | NHL  | 47   | 34  | 9   | 43  | 24  | +9  | 12  | 6  | 3  | 7  | 5  | 3  | 8  | 10 |
| 1995–96 | Washington Capitals | NHL  | 67   | 52  | 28  | 80  | 40  | +18 | 11  | 4  | 7  | 6  | 3  | 2  | 5  | 8  |
| 1995–96 | Detroit Vipers      | IHL  | 7    | 8   | 1   | 9   | 0   | —   | —   | —  | —  | —  | —  | —  | —  | —  |
| 1996–97 | Washington Capitals | NHL  | 77   | 46  | 31  | 77  | 72  | +7  | 10  | 4  | 3  | —  | —  | —  | —  | —  |
| 1997–98 | Washington Capitals | NHL  | 76   | 52  | 26  | 78  | 44  | +14 | 11  | 5  | 13 | 17 | 7  | 5  | 12 | 12 |
| 1998–99 | Washington Capitals | NHL  | 66   | 31  | 24  | 55  | 56  | −1  | 6   | 3  | 5  | —  | —  | —  | —  | —  |
| 1999–00 | Washington Capitals | NHL  | 62   | 21  | 17  | 38  | 30  | +5  | 5   | 3  | 5  | 5  | 1  | 1  | 2  | 4  |
| 2000–01 | Washington Capitals | NHL  | 82   | 45  | 36  | 81  | 60  | +8  | 22  | 4  | 8  | 6  | 2  | 0  | 2  | 2  |
| 2001–02 | Washington Capitals | NHL  | 77   | 39  | 31  | 70  | 80  | −2  | 17  | 1  | 8  | —  | —  | —  | —  | —  |
| 2002–03 | Washington Capitals | NHL  | 76   | 30  | 26  | 56  | 52  | −3  | 9   | 2  | 4  | 6  | 4  | 2  | 6  | 8  |
| 2003–04 | Washington Capitals | NHL  | 54   | 21  | 14  | 35  | 22  | −17 | 12  | 0  | 4  | —  | —  | —  | —  | —  |
| 2003–04 | Ottawa Senators     | NHL  | 23   | 5   | 9   | 14  | 16  | +1  | 2   | 0  | 1  | 7  | 0  | 0  | 0  | 6  |
| 2004–05 | HK ŠKP Poprad       | SVK  | 6    | 4   | 2   | 6   | 4   | —   | —   | —  | —  | —  | —  | —  | —  | —  |
| 2005–06 | Atlanta Thrashers   | NHL  | 60   | 21  | 18  | 39  | 40  | −3  | 8   | 0  | 1  | —  | —  | —  | —  | —  |
| 2006–07 | Chicago Blackhawks  | NHL  | 37   | 5   | 9   | 14  | 14  | +2  | 2   | 0  | 3  | —  | —  | —  | —  | —  |
|         | Total na NHL        |      | 1081 | 503 | 389 | 892 | 749 | +74 | 149 | 32 | 78 | 80 | 30 | 26 | 56 | 60 |

## References
1. 1 2  «Cópia arquivada». Consultado em 29 de janeiro de 2015. Arquivado do original em 9 de fevereiro de 2012
2. ↑  «(Не)відомі волиняни: талановитий хокеїст Петер Бондра». 28 de setembro de 2016
3. ↑  Finn, Peter (11 de junho de 1998). «Distant Cheers for Bondra». The Washington Post. Consultado em 16 de dezembro de 2015
4. ↑  «Peter Bondra biography». letsgopens.com. 4 de março de 2012. Consultado em 4 de março de 2012
5. ↑  «Bondra's youth». The Washington Post. 6 de junho de 2000
6. ↑  http://letsgopens.com/tomas_translations.php?id=52
7. ↑  El-Bashir, Tarik (19 de agosto de 2005). «Capitals Re-Sign Dainius Zubrus». The Washington Post
8. ↑  «Caps Alumni Biographies: Peter Bondra». NHL.com
9. ↑  «Cópia arquivada». Consultado em 30 de janeiro de 2015. Arquivado do original em 2 de julho de 2012
10. ↑  «Sens acquire Bondra for prospect, draft pick». ESPN.com. 18 de fevereiro de 2004